# کاستیلیون فیبوکی
کاستیلیون فیبوکی (به ایتالیایی: Castiglion Fibocchi) یک کومونه در ایتالیا است که در استان آرتزو واقع شده‌است.

## خصوصیات
کاستیلیون فیبوکی ۲۵٫۷ کیلومترمربع مساحت و ۲٬۱۱۰ نفر جمعیت دارد و ۳۰۰ متر بالاتر از سطح دریا واقع شده‌است.